# تریسی تالاورا
تریسی تالاورا (انگلیسی: Tracee Talavera؛ زادهٔ ۱ سپتامبر ۱۹۶۶) ژیمناست هنری زن اهل ایالات متحده آمریکا بود.